# Ekstraklasa 2022-2023
L'Ekstraklasa 2022-2023, nota anche come PKO Bank Polski Ekstraklasa 2022-2023 per ragioni di sponsorizzazione, è stata la 97ª edizione della massima serie del campionato polacco di calcio, l'89ª edizione nel formato di campionato, iniziata il 15 luglio 2022 e terminata il 26 maggio 2023. Il Lech Poznań è la squadra campione in carica. Il Raków Częstochowa si è laureata campione per la prima volta nella sua storia.

## Stagione

### Novità
Dalla Ekstraklasa 2021-2022 sono stati retrocessi in I liga il Nieciecza, il Wisła Cracovia e il Górnik Łęczna, mentre dalla I liga 2021-2022 sono stati promossi il Miedź Legnica, il Korona Kielce e il Widzew Łódź. Una sola città, Poznań, può contare su due squadre (Lech e Warta).

### Formula
Dopo la riforma attuata nel corso della stagione 2020-2021, per la seconda volta l'Ekstraklasa conta sulla partecipazione di 18 squadre anziché 16. Le compagini si affrontano in gare di andata e ritorno per un totale di 34 giornate, al termine delle quali la prima si laurea campione di Polonia - oltre a classificarsi per il primo turno di qualificazione della UEFA Champions League 2023-2024, mentre la seconda e la terza accederanno al secondo turno di qualificazione della UEFA Europa Conference League 2023-2024 assieme alla vincitrice della Puchar Polski 2022-2023. Le ultime tre classificate retrocedono in I liga.

## Squadre partecipanti
| Club              | Città       | Stadio                                         | Stagione precedente         |
| ----------------- | ----------- | ---------------------------------------------- | --------------------------- |
| KS Cracovia       | Cracovia    | Stadion Cracovii                               | 9º posto in Ekstraklasa     |
| Górnik Zabrze     | Zabrze      | Stadion im. Ernesta Pohla                      | 8º posto in Ekstraklasa     |
| Jagiellonia       | Białystok   | Stadion Miejski                                | 12º posto in Ekstraklasa    |
| Korona Kielce     | Kielce      | Stadio Municipale                              | vincitore playoff in I liga |
| Lech Poznań       | Poznań      | Stadion Miejski                                | 1º posto in Ekstraklasa     |
| Lechia Danzica    | Danzica     | Stadion Energa Gdańsk                          | 4º posto in Ekstraklasa     |
| Legia Varsavia    | Varsavia    | Pepsi Arena                                    | 10º posto in Ekstraklasa    |
| Miedź Legnica     | Legnica     | Stadion Miejski                                | 1º posto in I liga          |
| Piast Gliwice     | Gliwice     | Stadion Piasta Gliwice                         | 5º posto in Ekstraklasa     |
| Pogoń Stettino    | Stettino    | Stadion Miejski                                | 3º posto in Ekstraklasa     |
| Radomiak Radom    | Radom       | Stadion im. Braci Czachorów                    | 7º posto in Ekstraklasa     |
| Raków Częstochowa | Częstochowa | Miejski Stadion Piłkarski Raków w Częstochowie | 2º posto in Ekstraklasa     |
| Stal Mielec       | Mielec      | Stadion Stali Mielec                           | 14º posto in Ekstraklasa    |
| Śląsk Breslavia   | Breslavia   | Stadion Miejski                                | 15º posto in Ekstraklasa    |
| Warta Poznań      | Poznań      | Stadion Dyskobolii Grodzisk Wielkopolski       | 11º posto in Ekstraklasa    |
| Widzew Łódź       | Łódź        | Stadio Municipale                              | 2º posto in I liga          |
| Wisła Płock       | Płock       | Stadion im. Kazimierza Górskiego               | 6º posto in Ekstraklasa     |
| Zagłębie Lubin    | Lubin       | Dialog Arena                                   | 13º posto in Ekstraklasa    |

## Allenatori e primatisti
| Squadra           | Allenatore           | Calciatore più presente                                 | Cannoniere                |
| ----------------- | -------------------- | ------------------------------------------------------- | ------------------------- |
| Gornik Zabrze     | Bartosch Gaul        | Erik Janza (32)                                         | Szymon Włodarczyk (9)     |
| Jagiellonia       | Maciej Stolarczyk    | Jesús Imaz (343)                                        | Marc Gual (15)            |
| Korona Kielce     | Leszek Ojrzyński     | Jakub Łukowski (34)                                     | Jakub Łukowski (12)       |
| KS Cracovia       | Jacek Zieliński      | Benjamin Källman, Virgil Ghiță (34)                     | Michał Rakoczy (7)        |
| Lech Poznań       | John van den Brom    | Michał Skóraś, Filip Bednarek (32)                      | Michał Rakoczy (11)       |
| Lechia Danzica    | Marcin Kaczmarek     | Rafał Pietrzak (34)                                     | Łukasz Zwoliński (9)      |
| Legia Varsavia    | Kosta Runjaić        | Paweł Wszołek (34) Maciej Rosołek (23)                  | Josué (12)                |
| Miedź Legnica     | Wojciech Łobodziński | Chuca (30)                                              | Ángelo Henríquez (7)      |
| Piast Gliwice     | Waldemar Fornalik    | František Plach (34)                                    | Kamil Wilczek (9)         |
| Pogoń Stettino    | Jens Gustafsson      | Kamil Grosicki, Sebastian Kowalczyk (34)                | Kamil Grosicki (13)       |
| Radomiak Radom    | Mariusz Lewandowski  | Lisandro Semedo, Roberto Alves (32)                     | Leonardo Rocha (6)        |
| Rakow Częstochowa | Marek Papszun        | Vladyslav Kočerhin (33)                                 | Bartosz Nowak (10)        |
| Śląsk Breslavia   | Ivan Đurđević        | John Yeboah (32)                                        | John Yeboah (10)          |
| Stal Mielec       | Adam Majewski        | Krystian Getinger, Maciej Domański, Bartosz Mrozek (34) | Saïd Hamulić (9)          |
| Warta Poznań      | Dawid Szulczek       | Dawid Szymonowicz (33)                                  | Adam Zreľák (8)           |
| Widzew Łódź       | Janusz Niedźwiedź    | Henrich Ravas, Dominik Kun, Patryk Stępiński (33)       | Bartłomiej Pawłowski (10) |
| Wisła Płock       | Pavol Staňo          | Dominik Furman (33)                                     | Davo (9)                  |
| Zaglebie Lubin    | Piotr Stokowiec      | Łukasz Łakomy (34)                                      | Kacper Chodyna (7)        |

## Classifica
aggiornata al 27 maggio 2023
|  | Pos. | Squadra           | Pt | G  | V  | N  | P  | GF | GS | DR  |
|  | ---- | ----------------- | -- | -- | -- | -- | -- | -- | -- | --- |
|  | 1.   | Raków Częstochowa | 75 | 34 | 23 | 6  | 5  | 63 | 24 | +39 |
|  | 2.   | Legia Varsavia    | 66 | 34 | 19 | 9  | 6  | 57 | 37 | +20 |
|  | 3.   | Lech Poznań       | 57 | 34 | 17 | 10 | 7  | 51 | 29 | +22 |
|  | 4.   | Pogoń Stettino    | 60 | 34 | 17 | 9  | 8  | 57 | 46 | +11 |
|  | 5.   | Piast Gliwice     | 53 | 34 | 15 | 8  | 11 | 40 | 31 | +9  |
|  | 6.   | Górnik Zabrze     | 48 | 34 | 13 | 9  | 12 | 45 | 43 | +2  |
|  | 7.   | KS Cracovia       | 46 | 34 | 12 | 10 | 12 | 41 | 35 | +6  |
|  | 8.   | Warta Poznań      | 45 | 34 | 12 | 9  | 13 | 37 | 35 | +2  |
|  | 9.   | Zagłębie Lubin    | 45 | 34 | 12 | 9  | 13 | 35 | 44 | -9  |
|  | 10.  | Radomiak Radom    | 44 | 34 | 12 | 8  | 14 | 34 | 41 | -7  |
|  | 11.  | Stal Mielec       | 43 | 34 | 11 | 10 | 13 | 36 | 40 | -4  |
|  | 12.  | Widzew Łódź       | 41 | 34 | 11 | 8  | 15 | 38 | 47 | -9  |
|  | 13.  | Korona Kielce     | 41 | 34 | 11 | 8  | 15 | 39 | 48 | -9  |
|  | 14.  | Jagiellonia       | 41 | 34 | 9  | 14 | 11 | 48 | 49 | -1  |
|  | 15.  | Śląsk Breslavia   | 38 | 34 | 9  | 11 | 14 | 35 | 48 | -13 |
|  | 16.  | Wisła Płock       | 37 | 34 | 10 | 7  | 17 | 41 | 50 | -9  |
|  | 17.  | Lechia Danzica    | 30 | 34 | 8  | 6  | 20 | 28 | 56 | -28 |
|  | 18.  | Miedź Legnica     | 23 | 34 | 4  | 11 | 19 | 33 | 55 | -22 |

Legenda:
      Campione di Polonia e ammessa alla UEFA Champions League 2023-2024.
      Ammessa alla UEFA Europa Conference League 2023-2024.
      Retrocessa in I liga 2023-2024
Note:
Tre punti a vittoria, uno a pareggio, zero a sconfitta.
La classifica viene stilata secondo i seguenti criteri:
- Punti conquistati
- Punti conquistati negli scontri diretti
- Differenza reti negli scontri diretti
- Reti realizzate negli scontri diretti
- Goal fuori casa negli scontri diretti (solo tra due squadre)
- Differenza reti generale
- Reti totali realizzate
- Classifica fair-play
- Sorteggio

## Risultati

### Tabellone
|                   | Cra  | Gór  | Jag  | Kor  | LPo  | LDa  | Leg  | Mie  | Pia  | Pog  | Rad  | Rak  | Sta  | Ślą  | War  | Wid  | Wis  | Zag  |
| ----------------- | ---- | ---- | ---- | ---- | ---- | ---- | ---- | ---- | ---- | ---- | ---- | ---- | ---- | ---- | ---- | ---- | ---- | ---- |
| KS Cracovia       | –––– | 2-0  | 1-0  | 2-0  | 0-0  | 0-1  | 3-0  | 1-1  | 0-1  | 1-1  | 3-0  | 3-0  | 2-1  | 1-1  | 0-2  | 1-1  | 3-0  | 0-1  |
| Górnik Zabrze     | 0-2  | –––– | 1-1  | 1-1  | 1-2  | 1-1  | 0-1  | 0-3  | 3-3  | 2-1  | 0-0  | 1-0  | 1-3  | 2-0  | 2-0  | 3-0  | 3-2  | 2-3  |
| Jagiellonia       | 1-1  | 2-1  | –––– | 4-1  | 1-2  | 1-0  | 2-5  | 2-1  | 2-0  | 2-0  | 1-2  | 1-2  | 4-0  | 1-1  | 3-1  | 0-2  | 1-1  | 2-2  |
| Korona Kielce     | 2-1  | 1-2  | 2-1  | –––– | 0-3  | 1-0  | 1-1  | 1-0  | 1-1  | 1-2  | 2-1  | 1-0  | 0-2  | 3-1  | 0-1  | 0-1  | 1-0  | 2-2  |
| Lech Poznań       | 3-0  | 0-1  | 2-0  | 3-2  | –––– | 5-0  | 0-0  | 1-0  | 1-0  | 2-2  | 1-0  | 1-2  | 0-2  | 0-1  | 2-0  | 2-0  | 1-3  | 1-2  |
| Lechia Danzica    | 1-2  | 2-1  | 2-2  | 0-1  | 0-3  | –––– | 1-0  | 4-0  | 1-3  | 0-1  | 1-3  | 0-3  | 1-0  | 0-0  | 0-0  | 0-0  | 1-0  | 1-3  |
| Legia Varsavia    | 2-2  | 2-2  | 5-1  | 3-2  | 2-2  | 2-1  | –––– | 3-2  | 2-0  | 1-1  | 1-0  | 3-1  | 2-0  | 3-1  | 1-0  | 2-2  | 2-0  | 2-0  |
| Miedź Legnica     | 1-1  | 0-0  | 1-1  | 2-2  | 2-2  | 2-1  | 2-2  | –––– | 0-1  | 2-4  | 0-0  | 0-2  | 0-2  | 1-0  | 1-2  | 0-1  | 2-1  | 0-1  |
| Piast Gliwice     | 2-1  | 1-0  | 1-1  | 2-1  | 1-1  | 3-0* | 0-1  | 2-1  | –––– | 0-0  | 1-2  | 0-1  | 4-0  | 1-1  | 0-2  | 1-2  | 1-0  | 0-1  |
| Pogoń Stettino    | 3-2  | 1-4  | 1-0  | 0-0  | 2-2  | 2-1  | 2-1  | 3-2  | 1-1  | –––– | -    | 0-2  | 4-2  | 0-2  | 3-1  | 2-1  | 2-2  | 3-0  |
| Radomiak Radom    | 0-2  | 0-3  | 0-0  | 0-2  | 1-1  | 4-1  | 0-2  | 1-1  | 0-1  | 1-2  | –––– | 0-0  | 1-0  | 2-0  | 2-3  | 3-1  | 2-2  | 0-1  |
| Raków Częstochowa | 4-1  | 2-0  | 2-2  | 1-0  | 0-2  | 4-0  | 4-0  | 1-0  | 1-0  | 1-0  | 3-0  | –––– | 3-2  | 4-1  | 1-0  | 2-0  | 7-1  | 1-1  |
| Stal Mielec       | 2-0  | 0-1  | 1-1  | 2-1  | 0-0  | 1-1  | 0-1  | 1-1  | 0-2  | 4-2  | 1-1  | 0-0  | –––– | 2-0  | 1-0  | 0-3  | 1-1  | 3-0  |
| Śląsk Breslavia   | 1-1  | 4-1  | 2-2  | 1-1  | 2-1  | 2-1  | 0-0  | 4-2  | 0-1  | 2-1  | 0-1  | 1-4  | 1-1  | –––– | 0-2  | 0-0  | 3-1  | 0-3  |
| Warta Poznań      | 0-0  | 0-0  | 2-0  | 5-1  | 0-1  | 2-0  | 1-0  | 1-1  | 1-1  | 1-2  | 1-2  | 1-1  | 1-1  | 3-1  | –––– | 0-1  | 0-4  | 2-2  |
| Widzew Łódź       | 2-0  | 2-3  | 1-1  | 0-3  | 1-2  | 2-3  | 1-2  | 1-0  | 2-3  | 3-3  | 1-3  | 0-0  | 0-2  | 1-0  | 0-2  | –––– | 2-1  | 3-0  |
| Wisła Płock       | 1-0  | 1-1  | 2-4  | 2-1  | 0-1  | 3-0  | 2-1  | 4-1  | 1-0  | 0-1  | 1-1  | 1-2  | 0-0  | 1-2  | 1-0  | 1-1  | –––– | 2-0  |
| Zagłębie Lubin    | 0-2  | 0-2  | 1-1  | 1-1  | 1-1  | 0-3  | 1-2  | 2-1  | 0-2  | 0-1  | 0-1  | 1-2  | 2-0  | 0-0  | 0-0  | 2-0  | 2-1  | –––– |

## Statistiche

### Squadre

#### Capoliste solitarie
|    | —— | —— | ——          | ——          | ——          | ——          | —— | —— | ——  | ——  | ——    | ——    | ——    | ——    | ——    | ——    | ——    | ——    | ——    | ——    | ——    | ——    | ——    | ——    | ——    | ——    | ——    | ——    | ——    | ——    | ——    | ——    | ——    | —— |  |
|    |    |    | Wisła Płock | Wisła Płock | Wisła Płock | Wisła Płock |    |    | Leg | Pog | Raków | Raków | Raków | Raków | Raków | Raków | Raków | Raków | Raków | Raków | Raków | Raków | Raków | Raków | Raków | Raków | Raków | Raków | Raków | Raków | Raków | Raków | Raków |    |  |
|    |    |    |             |             |             |             |    |    |     |     |       |       |       |       |       |       |       |       |       |       |       |       |       |       |       |       |       |       |       |       |       |       |       |    |  |
|    |    |    |             |             |             |             |    |    |     |     |       |       |       |       |       |       |       |       |       |       |       |       |       |       |       |       |       |       |       |       |       |       |       |    |  |
| 1ª | 2ª | 3ª | 4ª          | 5ª          | 6ª          | 7ª          | 8ª | 9ª | 10ª | 11ª | 12ª   | 13ª   | 14ª   | 15ª   | 16ª   | 17ª   | 18ª   | 19ª   | 20ª   | 21ª   | 22ª   | 23ª   | 24ª   | 25ª   | 26ª   | 27ª   | 28ª   | 29ª   | 30ª   | 31ª   | 32ª   | 33ª   | 34ª   |    |  |

### Individuali

#### Classifica marcatori
| Gol |  |  | Giocatore            | Squadra           |
| --- |  |  | -------------------- | ----------------- |
| 16  |  |  | Marc Gual            | Jagiellonia       |
| 14  |  |  | Jesús Imaz           | Jagiellonia       |
| 13  |  |  | Kamil Grosicki       | Pogoń Stettino    |
| 12  |  |  | Jakub Łukowski       | Korona Kielce     |
| 12  |  |  | Josué                | Legia Varsavia    |
| 11  |  |  | Mikael Ishak         | Lech Poznań       |
| 10  |  |  | Bartosz Nowak        | Raków Częstochowa |
| 10  |  |  | Bartłomiej Pawłowski | Widzew Łódź       |
| 10  |  |  | John Yeboah          | Śląsk Wrocław     |
| 9   |  |  | Ivi López            | Raków Częstochowa |
| 9   |  |  | Davo                 | Wisła Płock       |
| 9   |  |  | Saïd Hamulić         | Stal Mielec       |
| 9   |  |  | Łukasz Zwoliński     | Lechia Danzica    |
| 9   |  |  | Kamil Wilczek        | Piast Gliwice     |
| 9   |  |  | Michał Skóraś        | Lech Poznań       |
| 9   |  |  | Szymon Włodarczyk    | Górnik Zabrze     |

### MVP del mese

#### Giocatore del mese
| Mese           | Giocatore             | Club              |
| -------------- | --------------------- | ----------------- |
| Luglio 2022    | Rafał Wolski          | Wisła Płock       |
| Agosto 2022    | Bartosz Nowak         | Raków Częstochowa |
| Settembre 2022 | Jesús Imaz            | Jagiellonia       |
| Ottobre 2022   | Saïd Hamulić          | Stal Mielec       |
| Novembre 2022  | Vladislavs Gutkovskis | Raków Częstochowa |
| Febbraio 2023  | John Yeboah           | Śląsk Breslavia   |
| Marzo 2023     | Ivi López             | Raków Częstochowa |
| Aprile 2023    | Marc Gual             | Jagiellonia       |

#### Giovane del mese
| Mese           | Giocatore           | Club           |
| -------------- | ------------------- | -------------- |
| Luglio 2022    | Michał Rakoczy      | KS Cracovia    |
| Agosto 2022    | Aleksander Paluszek | Górnik Zabrze  |
| Settembre 2022 | Olaf Kobacki        | Miedź Legnica  |
| Ottobre 2022   | Szymon Włodarczyk   | Górnik Zabrze  |
| Novembre 2022  | Filip Szymczak      | Lech Poznań    |
| Febbraio 2023  | Gabriel Kobylak     | Radomiak Radom |
| Marzo 2023     | Filip Marchwiński   | Lech Poznań    |
| Aprile 2023    | Ariel Mosór         | Piast Gliwice  |
| Maggio 2023    | Maciej Rosołek      | Legia Varsavia |

#### Allenatore del mese
| Mese           | Allenatore         | Club              |
| -------------- | ------------------ | ----------------- |
| Luglio 2022    | Pavol Staňo        | Wisła Płock       |
| Agosto 2022    | Kosta Runjaić      | Legia Varsavia    |
| Settembre 2022 | John van den Brom  | Lech Poznań       |
| Ottobre 2022   | Marek Papszun      | Raków Częstochowa |
| Novembre 2022  | Marek Papszun      | Raków Częstochowa |
| Febbraio 2023  | Marek Papszun      | Raków Częstochowa |
| Marzo 2023     | Marek Papszun      | Raków Częstochowa |
| Aprile 2023    | Aleksandar Vuković | Piast Gliwice     |

### Premi stagionali
| Premio                 | Calciatore       | Club              |
| ---------------------- | ---------------- | ----------------- |
| MVP                    | Kamil Grosicki   | Pogoń Stettino    |
| Miglior giovane        | Ariel Mosór      | Piast Gliwice     |
| Miglior portiere       | Vladan Kovačević | Raków Częstochowa |
| Miglior difensore      | Fran Tudor       | Raków Częstochowa |
| Miglior centrocampista | Josué            | Legia Varsavia    |
| Miglior attaccante     | Marc Gual        | Jagiellonia       |
| Miglior allenatore     | Marek Papszun    | Raków Częstochowa |
| Gol della stagione     | Fabian Piasecki  | Raków Częstochowa |